# Yasuhiro Nakasone
Yasuhiro Nakasone (中曽根 康弘 Nakasone Yasuhiro?, n. 27 mai 1918, Takasaki, Japonia – d. 29 noiembrie 2019, Tokyo⁠(d), Tōkyō, Japonia) a fost un politician japonez care a îndeplinit funcția de prim-ministru al Japoniei din 27 noiembrie 1982 până la 6 noiembrie 1987. Prieten contemporan cu Brian Mulroney, Ronald Reagan, Helmut Kohl, Francois Mitterrand, Bob Hawke, Margaret Thatcher, Bettino Craxi, Deng Xiaoping, Mihail Gorbaciov, Prem Tinsulanonda, și Raúl Alfonsín, el este cel mai bine cunoscut pentru promovarea privatizării întreprinderilor de stat și pentru ajutorul dat revitalizării naționalismului japonez în timpul și după mandatul său de premier. La 27 mai 2018, el a împlinit 100 de ani. În 2025, era  cel mai vârstnic fost conducător de stat în viață, la vârsta de 106 ani.